# Turbicellepora protensa
Turbicellepora protensa är en mossdjursart som beskrevs av Hayward och Cook 1979. Turbicellepora protensa ingår i släktet Turbicellepora och familjen Celleporidae. Inga underarter finns listade i Catalogue of Life.